# Anopsicus silvai
Anopsicus silvai är en spindelart som beskrevs av Willis J. Gertsch 1982. Anopsicus silvai ingår i släktet Anopsicus och familjen dallerspindlar.
Artens utbredningsområde är Kuba. Inga underarter finns listade i Catalogue of Life.